# Derrick Green
Derrick Leon Green (Cleveland, 20 januari 1971) is een Amerikaanse vocalist die het meest bekend is geworden als de zanger van de Braziliaanse metalband Sepultura. Sinds 1997 is Derrick Green de zanger van Sepultura. Hij heeft acht studioalbums opgenomen met de band.

## Sepultura
In 1997 besloot Derrick Green auditie te doen voor de band Sepultura, die na het vertrek van zanger en gitarist Max Cavalera in 1996 op zoek was naar een nieuwe vocalist. Na zijn toetreding tot de band verhuisde Green naar Sao Paulo in Brazilië om samen met Sepultura het album Against op te nemen, zijn debuut met de band. De vocals van Green waren hoger dan die van Max Cavalera, en hadden een andere insteek. Bovendien veranderde de band haar geluid door nog maar een gitaar te gebruiken (door Andreas Kisser). Deze veranderingen vielen niet bij alle Sepultura-fans in goede aarde. Velen keerden de band de rug toe en volgden in plaats daarvan de nieuwe band van Max Cavalera: Soulfly. Het nieuwe geluid van Sepultura trok daarentegen wel weer een andere categorie nieuwe fans aan.
In 2001 bracht Sepultura het album Nation uit, het eerste album van Sepultura waarop Green op alle nummers mee kon schrijven. Na Nation volgde in 2003 het album Roorback, waarop Sepultura terugkeerde naar de hardere nummers met meer invloeden uit de punk en de thrashmetal. De krachtige vocals van Green werden door critici geprezen. Green omschreef zijn tijd in Sepultura als een droom die uit kwam, en stoorde zich niet aan vergelijkingen met Max Cavalera.
In 2005 bracht Sepultura een live-DVD uit van een concert in Sao Paulo. Dit was de eerste keer dat een liveoptreden van Sepultura met Derrick Green werd opgenomen. In 2006 volgde het succesvolle album Dante XXI, dat gebaseerd is op de legende van Dante. Het idee voor dit conceptalbum kwam van Green, die het boek van Dante op zijn middelbare school had gelezen. Kort na het verschijnen van Dante XXI verliet drummer Igor Cavalera de band. Hij werd vervangen door de Braziliaanse drummer Jean Dolabella.
In 2009 bracht Sepultura met de nieuwe formatie het album A-Lex uit, in 2011 gevolgd door het sterke album Kairos. In 2011 verliet Jean Dolabella Sepultura. Hij werd vervangen door Eloy Cassagrande. Met deze nieuwe, jonge drummer nam Sepultura in 2013 het album The Mediator Between Head and Hands Must Be the Heart uit. In 2017 volgde het album Machine Messiah, dat door sommige critici (en Sepultura-bassit Paulo Xisto Pinto) werd geprezen als het beste album dat Sepultura ooit met Derrick Green heeft opgenomen.

## Persoonlijk leven
Green woont in Sao Paulo, Brazilië. Hij is sinds 1986 vegetariër. Hij beschrijft zichzelf als iemand die in harmonie met de natuur probeert te leven. Green is een liefhebber van kunst en fotografeert in zijn vrije tijd.

## Discografie
Sepultura
- Against 1998
- Nation 2001
- Roorback 2003
- Dante XXI 2006
- A-Lex 2009
- Kairos 2011
- The Mediator Between Head and Hands Must Be the Heart 2013
- Machine Messiah 2017

- Gemeinsame Normdatei: 135323835
- International Standard Name Identifier: 0000 0003 8593 404X
- MusicBrainz: eb624b5f-6580-42d4-af83-19fad8e866ab
- Nationale Bibliotheek van Tsjechië: xx0095349
- Virtual International Authority File: 88576027
- WorldCat: E39PBJp9qctH4F8grv3RVFrwmd